# WiMAX

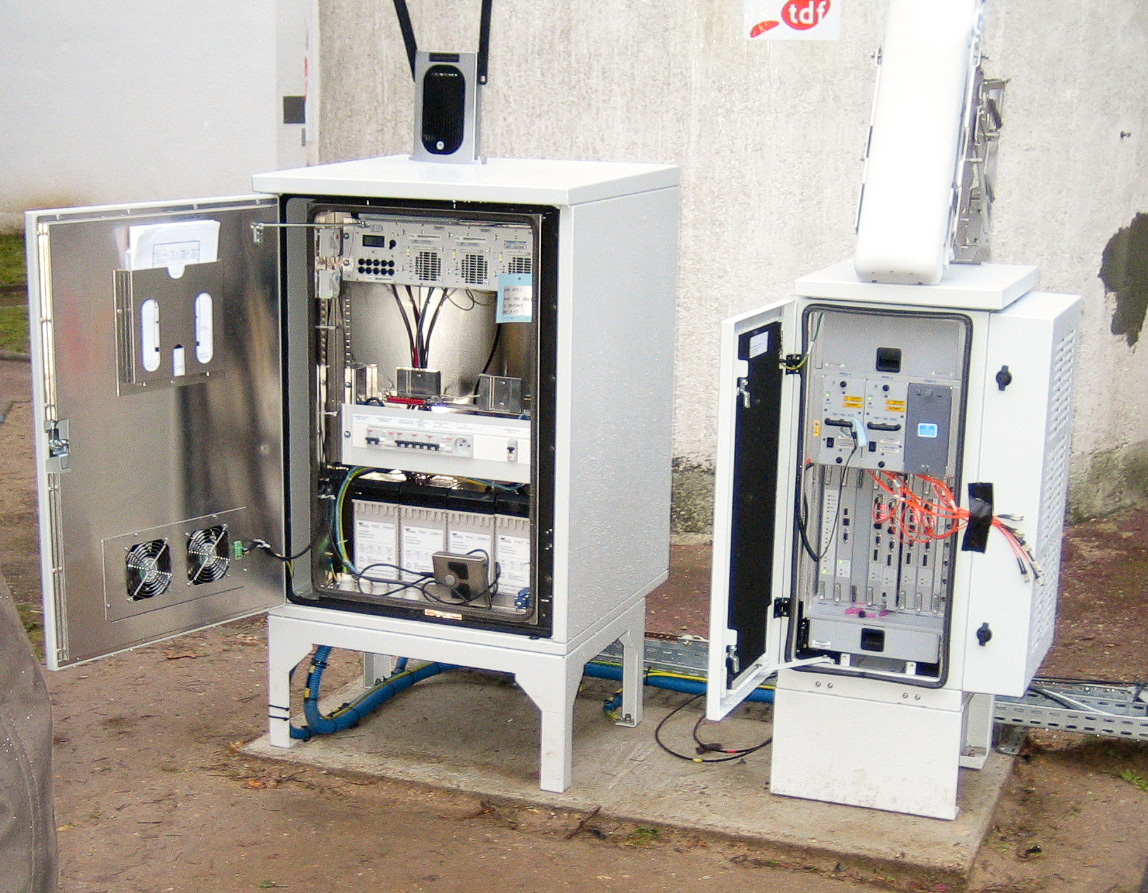
Station WiMAX avec une antenne sectorielle

WiMAX (acronyme pour Worldwide Interoperability for Microwave Access) désigne un standard de communication sans fil. Aujourd'hui il est surtout utilisé comme système de transmission et d'accès à Internet à haut débit, portant sur une zone géographique étendue. Ce terme est également employé comme label commercial, à l'instar du Wi-Fi.

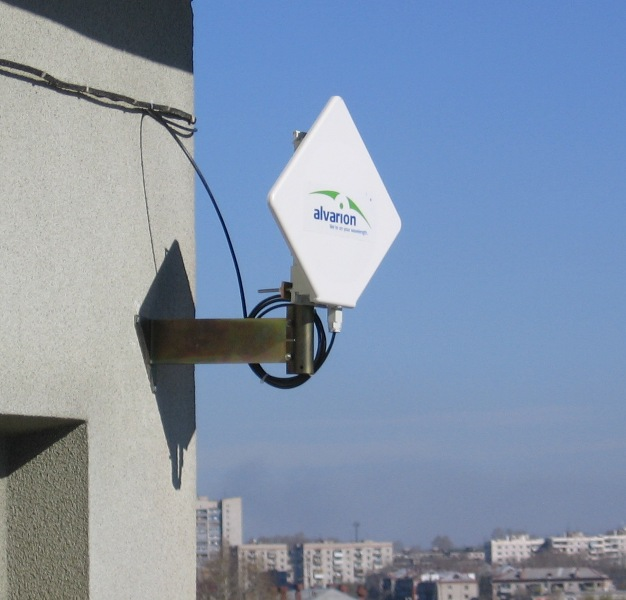
CPE WiMAX Alvarion

## Principes généraux
WiMAX est défini par une famille de normes (IEEE 802.16) qui définissent une technique de transmissions de données à haut débit, par voie hertzienne. Le WiMAX Forum regroupe tous les acteurs (industriels, opérateurs, exploitants, diffuseurs...) impliqués dans cette série de normes.
WiMAX avait pour objectif de faire converger des normes et standards de réseaux sans fil précédemment indépendants : HiperMAN développé en Europe par l'ETSI (European Telecommunications Standards Institute) ou encore 802.16 développé par l'IEEE (Institute of Electrical and Electronics Engineers).
WiMAX utilise plusieurs technologies de diffusion hertziennes destinées principalement avec une architecture dite « point-multipoint » : un ou plusieurs émetteurs/récepteurs centralisés couvrent une zone où se situent de multiples terminaux.
Le WiMAX procure des débits de plusieurs dizaines de mégabits par seconde sur une zone de couverture portant sur quelques dizaines de kilomètres au maximum. Le WiMAX s'adresse notamment au marché des réseaux métropolitains, le MAN (metropolitan area network) de HiperMAN mais également aux secteurs péri-urbains voire ruraux qui n'ont pas d'infrastructure téléphonique filaire exploitable.
Plusieurs normes et standards relèvent de l'acronyme WiMAX : certaines concernent les usages en situation fixe de type "boucle locale radio" (l'usager est équipé d'une station domestique et d'une antenne extérieure) ; les autres concernent une version mobile "802.16e" (connexion à haut débit en situation de mobilité) dont la première norme a été publiée par le WiMAX Forum début 2006.

## WiMAX: un terme, plusieurs normes
Un des objectifs fondateurs du WiMAX Forum est la volonté d'interopérabilité. Cet objectif est obtenu grâce à la normalisation et la certification qui représentent un des enjeux majeurs du WiMAX, à l'instar du succès obtenu par le Wi-Fi. WiMAX était défini pour exploiter une gamme de fréquences allant de 2 à 66 GHz - dans laquelle d'autres modes de transmission existent comme le Wi-Fi - autorisant des débits, des portées et des usages variés.
La multiplicité des bandes de fréquences, des différents débits exploités, de l'étendue des couvertures et d'applications envisageables représentait le principal écueil que devait surmonter cette famille de normes : selon différents points de vue, le WiMAX est tour à tour, un simple prolongement du Wi-Fi, le cœur de réseau du Wi-Fi, voire encore, la convergence du Wi-Fi et du réseau cellulaire de troisième génération (UMTS, dite « 3G »).

### La famille 802.16
WiMAX réunit donc plusieurs standards, tous à des états d'avancement différents, qui sont autant d'axes de travail du groupe IEEE 802.16.
| Standard                                               | Description | Publié                  | Statut          |
| ------------------------------------------------------ | --- | ----------------------- | --------------- |
| IEEE std 802.16-2001                                   | définit des réseaux métropolitains sans fil utilisant des fréquences supérieures à 10 GHz (jusqu'à 66 GHz)                                | 8 avril 2002            | obsolètes       |
| IEEE std 802.16c-2002                                  | définit les options possibles pour les réseaux utilisant les fréquences entre 10 et 66 GHz.                                               | 15 janvier 2003         | obsolètes       |
| IEEE std 802.16a-2003                                  | amendement au standard 802.16 pour les fréquences entre 2 et 11 GHz.                                                                      | 1er avril 2003          | obsolètes       |
| IEEE std 802.16-2004 (également désigné 802.16d)       | il s'agit de l'actualisation (la révision) des standards de base 802.16, 802.16a et 802.16c.                                              | 1er octobre 2004        | obsolète/actifs |
| IEEE 802.16e (également désigné IEEE std 802.16e-2005) | apporte les possibilités d'utilisation en situation mobile du standard, jusqu'à 122 km/h[réf. souhaitée].                                 | 7 décembre 2005         | actifs          |
| IEEE 802.16f                                           | Spécifie la MIB (Management Information Base), pour les couches MAC (Media Access Control) et PHY (Physical)                              | 22 janvier 2006         | actifs          |
| IEEE 802.16m                                           | Débits en nomade ou stationnaire jusqu'à 1 Gbit/s et 100 Mbit/s en mobile grande vitesse. Convergence des technologies WiMAX, Wi-Fi et 4G | 2009 (IEEE 802.16-2009) | actifs          |

Les principales normes publiées au début de l'année 2005 sont indiquées en gras : a, d et e.
Historiquement conçue pour la partie 10-66 GHz en 2001, la norme 802.16 a concerné par la suite les bandes 2-11 GHz pour donner naissance, en 2003, à la norme 802.16a. En Europe, la gamme des 3,5 GHz a été retenue pour le déploiement du 802.16a ; aux États-Unis, les bandes choisies sont proches de celles exploitées par le Wi-Fi avec 2,4 et 5 GHz. Cette portion du spectre est celle qui concentre le plus d'applications et de développements au sein du WiMAX Forum.
Le 802.16a a été amendé depuis, par le 802.16-2004 ce qui d'un point de vue technique devrait entrainer l'abandon de la terminologie « a ». Conduite par le groupe de travail IEEE 802.16d, cette version amendée est parfois également appelée 802.16d.
En plus du 802.16-2004 qui représente le WiMAX du début d'année 2005, figure également le 802.16.2, un standard qui définit l'interopérabilité entre toutes les solutions 802.16 et les solutions (comme le Wi-Fi) qui sont présentes sur les mêmes bandes de fréquence.
Deux standards complémentaires ont également été publiés : 
- « e » est considéré comme le plus avancé et le plus intéressant d'un point de vue commercial car il apporte la mobilité (permettant à la fois le passage d'un relais à l'autre ainsi qu'un fonctionnement embarqué en véhicule, lors de déplacements)
- « f », secondaire, lequel doit spécifier une MIB pour la gestion des couches MAC et physiques.

À ces standards, doivent s'ajouter certains tests de conformité dont certains ont été publiés ; notamment ceux portant sur les fréquences entre 10 et 66 GHz. Les tests concernant les fréquences entre 2 et 11 GHz ont été publiés dans un second temps.

## Évolution et architecture du WiMAX
La technologie BWA (Broadband Wireless Access) WiMAX basée sur le standard IEEE 802.16 est le résultat d’un important amendement proposé pour y ajouter la mobilité, ce qui a donné, en 2005, le système dit « Mobile WiMAX » (IEEE 802.16e). Un des objectifs majeurs est d’avoir une haute efficacité spectrale, c’est-à-dire un nombre élevé de bits transmis/s/Hz, dans un environnement où cohabitent plusieurs services ayant souvent des contraintes différentes. Ces contraintes peuvent porter sur le débit de données, le délai (moyen, maximal ou autre) et le taux d’erreur de transmission ou encore d’autres paramètres. Le système WiMAX cherche à atteindre cet objectif au prix d’un système proposé relativement complexe et très riche. WiMAX, technologie de communication mobile, conçue pour le WLAN (Wireless Local Area Network), est une norme de gestion de réseau sans fil  qui a pour objectif l'interopérabilité des produits basés sur le standard IEEE 802.16. WiMAX définit un WLAN (Wireless Local Area Network), un énorme hot-spot qui fournit la connectivité sans fil large bande aux utilisateurs fixes, portatifs et nomades. Elle permet des communications sans visibilité qui sont une alternative au raccordement par câble, au système ADSL et aux hot-spots Wi-Fi. De ce fait, il devient une solution pour le développement de plateformes industrielles à large bande. Les produits peuvent être combinés avec d'autres technologies pour offrir l'accès large bande avec plusieurs scénarios possibles d'utilisation. La figure suivante montre un exemple de déploiement du système.

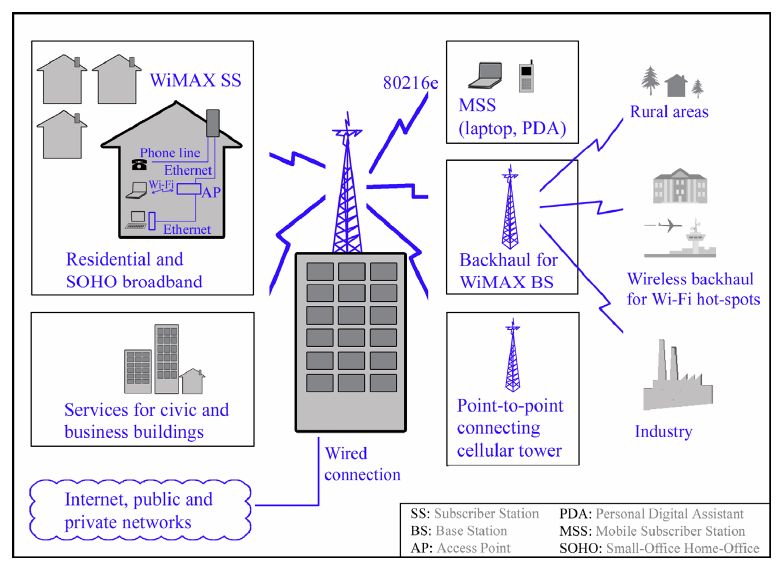
Exemple de possibilités de déploiement de WiMAX

Le WiMAX avait pour objectif de remplacer les autres technologies à large bande concurrentes du même segment pour devenir une solution pour le dernier kilomètre dans le déploiement des infrastructures d'accès dans des endroits avec des conditions difficiles pour les autres technologies ; par exemple là où le câble ou l’ADSL ne seraient pas rentables pour des raisons de coûts de déploiement ou d'entretien. Ainsi, le WiMAX tente de relever le défi en reliant des secteurs ruraux dans les pays en voie de développement tel que des services de sous zones métropolitaines. Le WiMAX mobile (IEEE 802.16e) a été un candidat malheureux aux réseaux cellulaires 4G  (4e génération) et pour le marché des terminaux associés (smartphones, tablettes), mais la norme de réseau mobile LTE a pris (en 2013 et 2014) une part dominante du marché des systèmes (réseaux et terminaux) 4G .

### Standards WiMAX
La norme IEEE 802.16 a été initialement conçue pour les communications en visibilité directe (point à point, en ligne de vue) dans la bande des 10 - 66 GHz. Étant donné que les transmissions à hautes fréquences en visibilité indirecte sont difficiles, la spécification 802.16a a été conçue pour travailler dans une bande plus basse couvrant les fréquences de 2 à 11 GHz.
La spécification IEEE 802.16d est une variante de la norme fixe IEEE 802.16a avec pour avantage principal l’optimisation de la puissance consommée par les  dispositifs terminaux (Subscriber Station).
La spécification IEEE 802.16-2004 inclut de nouvelles améliorations. La norme IEEE 802.16e est un amendement des spécifications de base 802.16-2004 qui visait le marché des terminaux mobiles par l’ajout du transfert intercellulaire. Les produits basés sur les normes IEEE 802.16-2004 et IEEE 802.16e sont conçus pour fonctionner parallèlement avec les anciens standards WiMAX.

### Caractéristiques techniques du réseau WiMAX
La norme IEEE 802.16 a été développée selon une architecture en couches au nombre de deux qui sont définies comme les couches PHY (physique) et MAC (Media Access Control) du modèle OSI (Open System Interface). La figure suivante illustre l’architecture de la norme IEEE 802.16.

#### Couche MAC / liaison de données
Quelques fonctions incluant les données à transmettre dans les trames et le contrôle d'accès au milieu sans fil partagé sont associées avec le service à fournir aux abonnés. La couche de contrôle du moyen d'accès (MAC) située au-dessus de la couche physique, groupe les fonctions mentionnées.
La couche MAC originale est améliorée pour s'adapter aux caractéristiques multiples et aux services de la couche physique, s'adaptant aux contraintes des différents environnements. Elle est généralement conçue pour fonctionner avec les topologies de réseaux point à multipoint, avec une station de base pilotant simultanément des secteurs indépendants. Les algorithmes d'allocation d'accès et de bande passante doivent s'adapter à des centaines de terminaux par canal, qui peuvent être partagées par les multiples utilisateurs. Par conséquent, le protocole de la couche MAC définit comment et quand une station de base BS (Base Station) ou une station d'abonné SS (Subscriber Station) peut initialiser une transmission. Dans la liaison descendante DL (DownLink), il y a un émetteur seulement, et le protocole de la couche MAC de la norme 802.16-2004 emploie un mode TDM (Time Division Multiplexing) conçu pour multiplexer les données et qui est remplacé par une modulation OFDMA pour la variante la plus évoluée IEEE 802.16e. Dans la liaison montante UL (Up Link), de multiples stations d'abonnés (SS) se concurrencent pour accéder au milieu. Le protocole de la couche MAC 802.16-2004 applique la technique d'accès multiple par répartition dans le temps TDMA (Time Division Multiplexing Access), de ce fait il permet une utilisation efficace de la bande passante.
Dans le but de supporter une variété de services, telle que la voix, les données, la connectivité du protocole Internet IP (Internet Protocol) et l'IP audio VoIP (Voice over IP), la couche MAC doit adapter la vitesse de transmission des données aux besoins de chaque service. En plus, les mécanismes dans la couche MAC adaptent la qualité de service QoS (Quality of Service) selon les besoins des diverses applications. Les questions de gestion de l'efficacité de la couche transport sont également prises en compte, ainsi que des méthodes de modulation et de codage définies dans le profil des trames et s’ajustant de manière adaptative à chaque flux pour chaque station d'abonné pour rendre l'utilisation de la bande passante efficace avec garantie de débit maximum. Le mécanisme d'autorisation d'accès est conçu pour être graduel, efficace et auto adaptable, permettant au système la classification d'une centaine d'utilisateurs. Une autre caractéristique qui améliore la performance de transmission est le protocole automatique de correction ARQ (Automatic Retransmission Request). Pouvant supporter une topologie maillée, en plus de celle de point-à-multipoint, le WiMAX offre la possibilité de communiquer directement entre SS, augmentant de cette façon la robustesse du système. Ce standard permet aussi le contrôle automatique de la puissance émise et fournit des mécanismes de sécurité et de cryptage.

##### Caractéristiques de la couche MAC 802.16-2004
| Caractéristiques                                               | Avantages |
| -------------------------------------------------------------- | --- |
| Trames sur liaisons TDM / TDMA montante / descendante          | - Utilisation efficace de la bande passante.                                                                                                   |
| Adaptable jusqu’à plusieurs centaines d'abonnés                | - Permet un déploiement peu coûteux en supportant suffisamment d'abonnés                                                                       |
| Orienté connexion                                              | - Choix de la qualité de service par connexion. - Routage plus rapide et intégré.                                                              |
| Support de la QoS                                              | - Faible temps de latence pour les services sensibles (TDM, voix, VoIP). - Transport optimal des flux VBR (vidéo). - Priorisation des données. |
| Demandes de retransmission automatiques en cas d’erreurs (ARQ) | - Améliore les performances de bout en bout en masquant les erreurs induites par la couche radio.                                              |
| Support de modulations adaptatives                             | - Permet les débits de données les plus élevés permis par les conditions de propagation du canal radio.                                        |
| Sécurité et chiffrement (triple DES)                           | - Protège la confidentialité des utilisateurs.                                                                                                 |
| Commande automatique de puissance                              | - Permet les déploiements cellulaires en minimisant les interférences. Automatic power control                                                 |

##### Caractéristiques de la couche MAC 802.16e
Elle diffère principalement de celle des générations WiMAX précédentes par la méthode d'accès radio utilisée : OFDMA au lieu de TDMA sur les voies montantes et descendantes, ce qui, grâce au multiplexage du signal sur des centaines de sous-porteuses, permet d’améliorer la robustesse de la transmission dans des conditions défavorables de propagation radio et d’augmenter les débits.
Cette méthode d'accès permet aussi de partager la ressource radio entre les utilisateurs avec un granularité plus fine, grâce à l'utilisation simultanée des multiplexages fréquentiel et temporel.

#### Description de la couche physique (PHY)
Les caractéristiques de la couche physique changent en fonction de la fréquence. La norme 802.16-2004 spécifie cinq interfaces radio différentes. Une pour la bande 10-66 GHz où la transmission est de type LOS et quatre pour la bande 2-11 GHz où la transmission est de type NLOS.

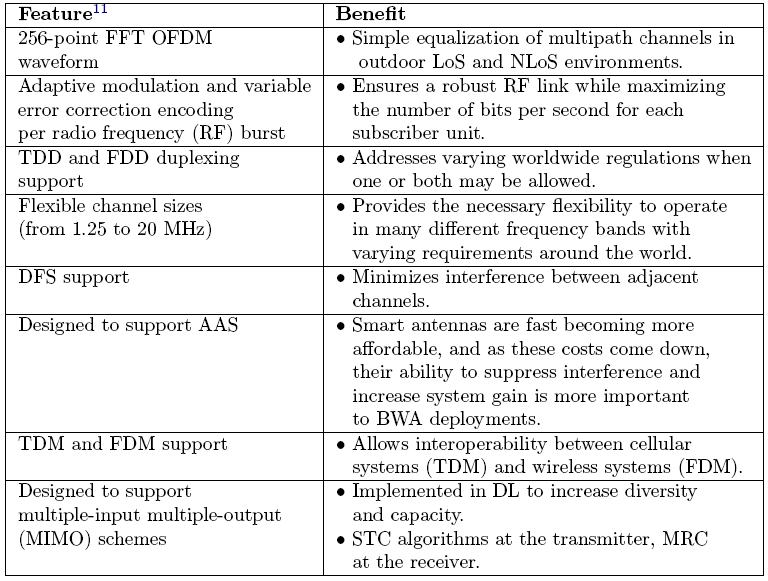
Caractéristiques de la couche physique 802.16-2004

##### Couche physique pour les fréquences entre 10 et66GHz
C’est dans cette configuration que les performances du WIMAX sont les meilleures. Cette fréquence requiert la propagation en LOS (Ligne de vue). La couche physique qui est utilisée est encore appelée «Wireless Man-SC». Elle supporte deux types de duplexage FDD (Frequency Division Duplexing) et TDD (Time Division Duplexing).

##### Couche physique pour les fréquences entre 2 et11GHz
Les couches physiques pour ces fréquences sont adaptées à la propagation en NLOS dont il faudra ainsi prévoir la gestion du multitrajet. On distingue quatre types de couches physiques :
- Le Wireless MAN-SC: utilise la modulation SC (Single Carrier) comme technique de transmission. L’accès est fait par la technique TDMA et supporte les duplexages TDD et FDD.

- Le Wireless MAN-OFDM : utilise l’OFDM à 256 sous-porteuses comme technique de transmission. L’accès est fait par TDMA et supporte les duplexages TDD et FDD.

- Le Wireless MAN-OFDMA : utilise un multiplexage orthogonal à division de fréquence d’accès multiple OFDMA (Orthogonal Frequency Division Multiple Access) avec 2048 sous porteuses lui permettant de tolérer de multiples récepteurs. L’accès se fait par TDMA et supporte les duplexages TDD et FDD.

- Le Wireless HUMAN (High speed Unlicenced Metropolitan Area Network): la norme ne spécifie pas une technique de transmission propre, puisque n’importe quelle technique de transmission NLOS (SC, OFDM, OFDMA) peut être utilisée. Seul le duplexage TDD est autorisé. Grâce à ses performances, l’OFDM peut assurer l’immunité contre l’effet multitrajets causé par la propagation NLOS, Wireless MAN OFDM est l’interface retenue par le « WIMAX Forum ».

#### Principales caractéristiques du WiMAX fixe
- L’utilisation d'une modulation OFDM permet la transmission de signaux multiples en utilisant plusieurs sous-porteuses simultanément. Puisque la forme d'onde OFDM se compose de multiples porteuses orthogonales en bande étroite, l'évanouissement sélectif qui est généralement localisé sur un sous-ensemble des porteuses, est relativement facile à égaliser.

- La conception d'un mécanisme de modulation et de codage adaptatif qui dépend des états du canal et des interférences. Il ajuste la méthode de modulation presque instantanément pour un transfert de données optimum, d'où une utilisation efficace de la bande passante.

- Le support de 2 formats de duplexage temporel TDD et par division de fréquence FDD, permet au système d'être adapté aux réglementations de différents pays.

- La technique FEC est utilisée pour détecter et corriger les erreurs en vue d'améliorer le rendement. La mise en application de la méthode se fait avec un codeur de Reed-Solomon concaténé avec un codeur convolutif suivi d’un entrelaceur. Le turbo codage en bloc BTC (Block Turbo Coding)  et le turbo codage convolutif CTC (Convolutional Turbo Coding) sont facultatifs.

- L’utilisation de bandes passantes de 1,25 à 20 MHz et de canaux flexibles fournit la flexibilité d'utilisation dans différentes bandes de fréquence avec une adaptation aux conditions de variabilité du canal.

- Un support facultatif de la diversité de transmission en réception pour augmenter la performance dans des environnements d'évanouissement par la diversité spatiale, permet au système d'en augmenter la capacité. L’implémentation du codage spatio-temporel (STC) en émission pour fournir l'indépendance de source réduit les marges d'évanouissement et d’interférence. Le récepteur emploie, la combinaison de la technique MRC (Maximum Ratio Combining) pour améliorer la disponibilité du système.

- La conception d'un mécanisme dynamique du choix de fréquence DFS (Dynamic Frequency Selection) pour réduire au minimum les interférences.

- Un support facultatif d'antennes intelligentes, dont les faisceaux peuvent orienter leurs lobes dans une direction particulière ou quelconque en s’orientant toujours vers les récepteurs, permet d’éviter des interférences entre canaux adjacents et d’augmenter la densité spectrale et le SNR. Il existe deux types d'antennes intelligentes, celles ayant des faisceaux multiples (antennes directionnelles) et celles ayant des systèmes adaptatifs ASS (Adaptive Antenna System). Le premier type utilise un nombre fixe de faisceaux, choisissant le plus approprié pour la transmission ou un faisceau en direction de l'antenne réceptrice visée. Le deuxième type fonctionne avec des antennes à plusieurs éléments avec un modèle de faisceau variable. Ces antennes sont une alternative intéressante pour les déploiements BWA (Broadband Wireless Access).

- La mise en œuvre de mesures de la qualité des canaux aidant au choix et à l'attribution des profils adaptatifs d'émission.

- deux formes de multiplexage : par division temporelle TDM et fréquentielle FDM (Frequency Division Multiplexing) en permettant l'interopérabilité[réf. souhaitée] entre les systèmes cellulaires fonctionnant avec le TDM et les systèmes WiMAX qui emploient le FDM.

#### Caractéristiques du WiMAX mobile
Le WiMAX mobile (IEEE 802.16e) emploie les spécifications de la couche physique OFDMA avec une FFT (Fast Fourier Transform) à 2 048 points. Il fournit une zone de couverture de l'ordre de 1,6 à 5 kilomètres de rayon, avec des débits de transmission de l'ordre de 5 à 10 Mbit/s dans une bande passante de 5 MHz et, avec une vitesse maximum de mobilité d'un utilisateur inférieure à 100 km/h. Il présente les mêmes caractéristiques que le WiMAX fixe, déjà mentionnées.
Le transfert intercellulaire est nécessaire pour permettre au MS (Mobile Station) de commuter d'une Base Station à une autre aux vitesses véhiculaires sans interrompre le raccordement.

### Rapport avec d'autres technologies sans fil

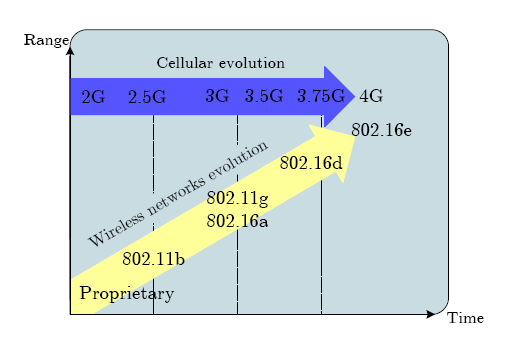
Convergence potentielle dans les communications sans fil

On observe que la demande pour les accès sans fil aux réseaux informatiques croît rapidement pour les systèmes de communication mobiles. La demande importante de téléphonie mobile ainsi que l'utilisation du réseau Internet ont induit la naissance de réseaux radio de capacité élevée, ainsi le WiMAX peut être considéré comme faisant partie de la quatrième génération (4G) des systèmes de téléphonie cellulaire. L’accès à Internet et les applications multimédia deviennent un fait réel. La convergence des réseaux sans fil et cellulaires est illustrée ci-contre.
Les applications WLAN et de téléphonie mobile se sont largement développées pour offrir l'accès sans fil. Cependant, pour un accès mobile complet à large bande, les difficultés liées aux facteurs de : bande passante, zone de couverture et coûts d'infrastructure doivent être surmontées. Le Wi-Fi fournit un débit élevé sur de courtes distances pour un déplacement lent de l'utilisateur alors que l’UMTS a des caractéristiques inverses avec la contrainte d’un coût de déploiement élevé.
Les chapitres suivants donnent une comparaison entre WiMAX et trois de ses concurrents Wi-Fi, UMTS et LTE.

#### Comparaison entre WiMAX et Wi-Fi
Le Wi-Fi ou Wireless LAN est le nom sur lequel le standard IEEE 802.11 a basé ses produits, à la fin des années 1990. Il inclut la spécification 802.11a, capable d’offrir des débits de 54 Mb/s fonctionnant dans la bande de fréquence des 5 GHz, les spécifications 802.11b, g et n, dans la bande de fréquence des 2,4 GHz qui fournissent aux utilisateurs des débits de 11 à 150 Mb/s et la nouvelle (2014) norme IEEE 802.11ac, dans la bande de fréquence des 5 GHz, offrant un débit théorique pouvant atteindre 1,3 Gbit/s.
La technologie Wi-Fi a généralement une zone de couverture de 20 à 50 m de rayon et jusqu'à une centaine de mètres en terrain libre, pour une bande passante fixée à 20 MHz par canal (80 MHz pour la nouvelle norme 802.11ac). Le WiMAX fournit l'accès sans fil pour les réseaux MAN de plus grande taille. Il a été conçu pour offrir des services « large bande » à ses utilisateurs, dans les zones métropolitaines et pour des surfaces couvertes plus étendues que le Wi-Fi. Ce système pourrait connecter des utilisateurs installés dans une zone de 50 kilomètres sous une visibilité directe par rapport à la station de base et de 1 à 7 kilomètres sans visibilité directe avec des débits de 70 à 240 Mb/s. Le WiMAX ne créant pas de conflit avec le WiFi, c'est une technologie complémentaire fournissant à prix réduit[réf. souhaitée] un hot-spot pouvant potentiellement remplacer le WiFi 
ou permettre une prolongation sans fil sur le dernier kilomètre pour le câble et les infrastructures DSL (Digital Subscriber Line).

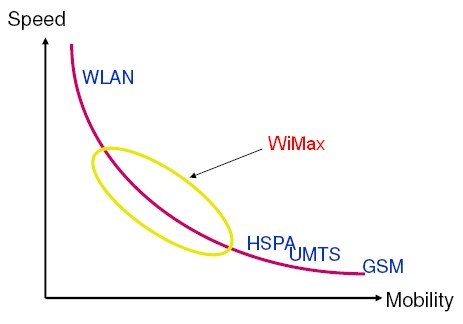

#### Comparaison entre WiMAX et UMTS
L’UMTS est identifié à la troisième génération des réseaux cellulaires normalisés par le 3GPP (3rd Generation Partnership Project). Deux des bandes de fréquences autorisées sous licence, la bande de 1,885 à 1,980 GHz et celle de 2,110 à 2,170 GHz, emploient l'accès multiple à large bande par division de code WCDMA (Wide-band Code Division Multiple Access) comme méthode de modulation des porteuses et comme solution intégrée pour les données et la voix mobile, avec une large couverture géographique et avec des débits décroissants pour des vitesses de déplacement croissantes. Ce système permettait lors de son lancement au début des années 2000, des débits théoriques de l’ordre de 384 Kb/s dans des situations de mobilité pour atteindre les 2 Mb/s dans des environnements stationnaires et ce pour une largeur de canal de 5 MHz. Depuis, les technologies HSDPA (High Speed Downlink Packet Access) et HSPA+ ont augmenté les performances de l'UMTS pour atteindre des débits théoriques de 42 Mb/s (en liaison descendante).

#### Comparaison entre WiMAX et LTE
Parmi les normes de 4e génération, le concurrent principal du WiMAX mobile est le LTE qui a été normalisé par l’organisme 3GPP en 2008/2009 (soit 2 à 3 ans après le WiMAX 802.16e) et qui partage avec lui de nombreuses caractéristiques techniques, notamment l’utilisation sur la partie radio (RAN) du codage OFDMA.
Contrairement au WiMAX, les réseaux mobiles LTE bénéficient d’une compatibilité ascendante avec les réseaux cellulaires 2G et 3G normalisés précédemment par le 3GPP et qui dominent le marché mondial (6 milliards d'utilisateurs en 2014), avec notamment l’utilisation des mêmes cartes SIM, ce qui permet aux fabricants de smartphones de concevoir plus facilement des terminaux compatibles GSM/UMTS/LTE que des terminaux mixtes 2G/3G/WiMAX. Le handover entre réseaux de générations différentes est également plus simple entre réseaux 3G existants et 4G LTE qu’avec un réseau WiMAX dont le cœur de réseau et la méthode d'identification des abonnés sont différents.

La norme LTE est aussi plus performante que le WiMAX mobile car, plus récente, elle a pu bénéficier de progrès techniques tels la modulation SC-FDMA sur la liaison montante ; le SC-FDMA permet de diminuer la puissance crête (PAPR) et la consommation électrique des terminaux. Le LTE permet d’atteindre (en 2013/2014) un débit théorique crête de 150 Mbit/s versus de 30 à 46 Mbit/s pour les réseaux WiMAX 802.16e existants.
 
En conséquence, le LTE domine depuis 2013 le marché des réseaux mobiles 4G, chez les opérateurs (plus de 200 réseaux sont opérationnels début 2014) et auprès des fabricants de terminaux mobiles (smartphones et tablettes).

## Usages du WiMAX
WiMAX est exploitable à la fois au niveau des réseaux de transport et de collecte ainsi que des réseaux de desserte. Pour la collecte, le backhauling de hotspots, c'est-à-dire, la connexion entre les sites d'émission/réception Wi-Fi au réseau Internet, non pas par des dorsales filaires (par exemple ADSL) mais par une dorsale radio (hertzienne). Pour la desserte, le principe repose - notamment pour les avantages de mobilité offerts par WiMAX - sur le fait que des zones de couvertures (« hotzones ») sont déployées sous technologie spécifiquement WiMAX.
Pour la collecte, le WiMAX concerne uniquement les équipements de réseau ; un marché orienté vers les opérateurs. Pour la desserte, le WiMAX impose aux terminaux utilisés (ordinateurs, PDA, téléphones, smartphones) en particulier, des processeurs et modems compatibles à la fois Wi-Fi et WiMAX.
La couverture et les débits pouvant être offerts, le caractère de mobilité promis à terme ainsi que l'hypothèse de coûts industriels et d'installations réduits, pourraient ouvrir la voie à de nombreuses applications pour le WiMAX : 
- Offres commerciales grand public triple play : données, voix, télévision IP, vidéo à la demande ;
- Couvertures conventionnelles de zones commerciales (« hotzones ») : zones d'activité économique, parcs touristiques, centres hôteliers... ;
- Déploiements temporaires : chantiers, festivals, infrastructure de secours sur une catastrophe naturelle... ;
- Gestion de réseaux de transports intelligents ;
- Zone hospitalière étendue (lieu médicalisé) ;
- Sécurité maritime et sécurité civile ;
- Systèmes d'information géographique déportés ;
- Métrologie (télémesure, pilotage à distance, relevés géophysiques...)

## Implantation du WiMAX et perspectives de déploiement
Au Japon, depuis le 15 janvier 2015, l'opérateur UQ Communications propose une offre avec un débit théorique de 220 Mb/s (en combinant l'agrégation de 2 canaux WiMAX 2), et travaille pour doubler ce débit en utilisant le MIMO 4x4,.
Les réseaux WiMAX 2 utilisent la technique LTE TDD, mais l'appellation WiMAX 2 permet à des opérateurs ayant obtenu une licence « spécifique WiMAX » de continuer à utiliser ces fréquences en migrant progressivement leur réseau mobile vers le LTE.

### Opérateurs commerciaux

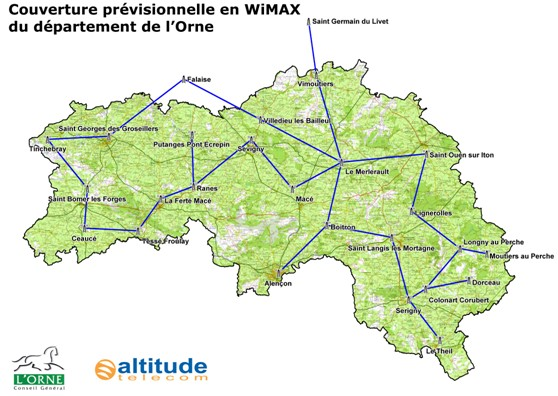
Couverture WiMAX dans l'Orne (environ 5000 km²). Les zones en vert sont couvertes, les zones blanches sont non couvertes.

Millenium Telecom via sa Marque commerciale Black est le premier opérateur WiMAX mobile en république centrafricaine. Les équipements sont de marque AIRSPAN et l'intégration a été faite par l'entreprise canado-africaine Epicentre Group.
Le fournisseur d'accès américain Clearwire, proposait depuis 2006 des accès WiMAX dans plus de trente villes aux États-Unis jusqu'à son rachat par Sprint en 2013, ainsi que dans certaines villes au Danemark, en Irlande et en Belgique.
En juillet 2005, l'opérateur multimédia algérien Smart Link Communication, SLC Spa, lance le WiMax officiellement en Algérie et devient le premier fournisseur de cette technologie dans le Bassin méditerranéen. Les premiers essais avaient été effectués par la société à l'Université Mentouri Constantine, 5 ans auparavant, c'est-à-dire en 2000, et furent couronnés de succès. À cette époque, seuls les États-Unis maîtrisaient l'Internet sans fil.
Le 6 avril 2006, le fournisseur d'accès Internet français Free filiale de Iliad, annonçait la disponibilité imminente d'une offre WiMAX destinée au grand public. La distribution commerciale est confiée à IFW (Iliad Free WiMax anciennement Altitude SA), filiale de Iliad. Cette société détient une licence WiMAX valable sur l’ensemble du territoire national métropolitain, dans la bande de fréquences 3,5 GHz. Une application WiMAX devait alors apparaître dans l'offre de Free, sur le même principe que son offre Wi-Fi. En 2006, l'opérateur IFW exploitait la norme 802.16d mais l'évolutivité de son réseau offrait une compatibilité avec la norme 802.16e.
Toutefois Neuf Cegetel attaque la licence d'IFW devant le Conseil d'État après qu'une demande similaire a été déboutée par l'Arcep. Le 30 juin 2006, le Conseil d'État rejette le recours de Neuf Cegetel, validant la décision de l'ARCEP en faveur d'Iliad.
Le 7 juillet 2006, l'ARCEP publie la liste des candidats retenus pour les licences régionales en France. Trois acteurs obtiennent des licences dans plus de dix régions : TDF (via sa filiale HDRR), Bolloré (via Bolloré Telecom) et Maxtel ; six conseils régionaux ou collectivités locales sont retenus, tandis que France Télécom n'obtient que deux licences en Outre-Mer et l'opérateur Clearwire aucune.
ANTALIS-TV diffuseur technique de la TNT est contraint de quitter le consortium Bolloré Telecom dont il était actionnaire à hauteur de 2 000 euros, en raison de sa prise de contrôle par son principal concurrent : TDF, lequel est également concurrent de Bolloré Telecom à travers sa filiale HDRR.
Les sociétés HDRR et Motorola signent un accord pour implanter le WiMAX mobile 802.16e en France. De leur côté, plusieurs fabricants comme Lucent, Alvarion ou Cisco ont arrêté, en 2010, leurs développements de produits conformes à la norme 802.16.
Entre juin 2007 et janvier 2008, le consortium Bolloré Telecom consulte des équipementiers WiMAX. Plusieurs sites pilotes sont réalisés et cette expérimentation permet à Bolloré Telecom d'évaluer les différentes technologies. Les sociétés Motorola, Alcatel-Lucent, Samsung et Huawei participent à cette opération. La première phase d'ouverture d'un réseau WiMAX mobile en France était initialement prévue pour juin 2008. Les opérateurs attendaient la fourniture d'équipements WiMAX aux dernières normes, avant de lancer le déploiement national. Le réseau national WiMax de Bolloré Telecom n'a jamais été ouvert commercialement.
Le groupe Iliad/Free/IFW détenteur de la seule licence nationale WiMAX, annonçait vouloir lancer la première offre nationale de France[réf. souhaitée]. En parallèle, ce FAI a obtenu la 4e licence 3G le 17 décembre 2009, puis une licence 4G LTE.
En août 2008, l'opérateur privé Altitude Telecom annonce lancer une offre commerciale WiMAX destinée au grand public, sur certains départements français. Cette offre était disponible sous le nom WiBox et s'adresse également aux petites entreprises.
En janvier 2010, Bolloré Telecom rachète à Altitude Telecom deux licences WiMAX, l'une en Alsace, l'autre en Bourgogne, complétant ainsi son portefeuille de fréquences couvrant le territoire  français. Initialement détentrice de douze licences régionales, la société avait racheté en juin 2008 à TDF ses licences pour huit régions.
En avril 2010, le fournisseur d'accès haut débit en zone blanche Vivéole lance, en partenariat avec Axione, une offre Wimax sur les 3 départements du Limousin. En mai il est en Charente-Maritime, en juin en Nièvre et en Sarthe. En octobre, cette fois avec Altitude Infrastructure, Vivéole commercialise une offre Wimax Dual-Play (Internet + téléphonie illimités) dans l'Yonne, Saône-et-Loire et Côte-d'Or. En novembre, il ouvre ses offres en Ille-et-Vilaine, puis en décembre dans les Hautes-Pyrénées.
En 2011, à la suite d'un appel d'offres lancé par la Coopérative Pierre-de-Sorel au Québec, la société canadienne AceTechnology inc. vient désenclaver les régions agricoles en utilisant la technologie WiMAX, des précautions particulières ont été mises en place pour répondre aux fortes amplitudes thermiques entre l'hiver et l'été. La zone de couverture s'étend sur 1 000 km2.
Fin 2011, Axione fait monter ses réseaux WiMax à 10 Mbit/s en réception dans le Finistère et les Hautes-Pyrénées.
En septembre 2024, Bolloré Telecoms est mise en liquidation amiable faute d'avoir touché un public.